# 중평중학교
중평중학교(中平中學校)는 대한민국 서울특별시 노원구 하계동에 있는 공립 중학교이다.

## 학교 연혁
- 1990년 1월 20일 : 중평중학교 설립인가
- 1990년 3월 1일 : 초대 김정자 교장 취임
- 1990년 3월 3일 : 제1회 입학식(624명)
- 1993년 2월 12일 : 제1회 졸업식(649명)
- 1994년 3월 1일 : 체육특기(사격)학교 지정
- 2006년 7월 7일 : 다목적 체육관 개관
- 2018년 9월 1일 : 제10대 전찬호 교장 취임
- 2023년 1월 5일 : 제31회 졸업식 242명 (총 13,992명)
- 2023년 3월 2일 : 제34회 입학식 (268명)

## 참고 자료
- 중평중학교 - 한국교육학술정보원 학교알리미